# Gare de Fiumicino-Aéroport
La Gare de Fiumicino-Aéroport (en italien : Stazione di Fiumicino Aeroporto) est la gare de Fiumicino, desservant l'aéroport.

## Situation ferroviaire
La gare de Fiumicino aéroport est située au PK 31,406 d'un raccordement prolongeant depuis le 27 mai 1990 la ligne de Roma-Termini à Fiumicino Porto Canale ouverte le 6 mai 1878 pour desservir le trafic marchandise du port tyrrhénien vers la capitale italienne.
Électrifiée en 3000v depuis 1938, et initialement à voie unique, elle a vu son trafic de fret s'effondrer après guerre. Cependant, l'ouverture de l'aéroport de Fiumicino a conduit au doublement de ses voies en septembre 1960 pour accueillir un trafic passager croissant. Ces derniers se rendant alors jusqu'à la gare terminus de Fiumicino Porto Canale en train depuis Rome et poursuivant en bus vers l'aéroport.
Une première étude de branche reliant directement l'aéroport depuis Fiumicino a été abandonnée, puis reprise dès 1982 au profit d'une variante bifurquant depuis Rome quelques mètres avant l'entrée de la gare de Porto, pour poursuivre sur viaduc jusqu'à l'aéroport jusqu'à une gare terminus au sein de la plateforme aéroportuaire.
L'ouverture de la nouvelle connexion a eu lieu le 27 mai 1990 et l'ancienne gare de Fiumicino Porto Canale ainsi que le tronçon entre la bifurcation et Fiumicino Porto Canale ont été fermés et déclassés au profit de la construction d'un nouveau quartier.

## Histoire
La gare a été mise en service en mai 1990 à l'occasion de la Coupe du monde de football 1990 en même temps que le raccordement à la ligne Rome Termini - Fiumicino.
Conçue dès 1982 par l'architecte Paolo Cercato elle est située sur un viaduc de 1,5 km à 6 mètres de hauteur pour libérer l'espace routier contraint autour de l'aéroport ce qui lui permet d'aboutir au plus proche de l'aérogare dont elle est séparée de 70 m par un accès direct desservi par tapis roulant.

## Organisation
Le corps principal a l'apparence d'un tunnel rectiligne, long de 320 mètres et large de 25m réparti sur deux étages avec des arcs métalliques.
Au premier étage se trouvent les trois voies en impasse desservies par deux quais centraux ainsi que la billetterie Trenitalia et divers services (bar, tabac, journaux, bureau d'information, etc.).
Au rez-de-chaussée se trouvent des parkings.

## Service des voyageurs

### Accueil
La gare est ouverte du lundi au dimanche de 06h45 à 21h30 et dispose des équipements suivants :
- Billetterie et assistance Trenitalia.
- Billetterie automatique
- Accessibilité handicap
- Ascenseurs
- Escalators et tapis roulants

### Desserte

#### Urbaine vers le centre-ville de Rome
Leonardo Express : desserte directe reliant l'aéroport de Fiumicino à Rome-Termini en 32 minutes. Les trains partent toutes les 30 minutes de 05h30 à 22h30 (15 minutes en pointe).

#### Régionale
Trains régionaux ligne FL1 :
- Vers/depuis Fara Sabina (départ toutes les 15 minutes)
- Vers/depuis Poggio Mirteto (départ toutes les 30 minutes)
- Vers/depuis Orte (départ toutes les heures).

Tous ces trains desservent les gares romaines de Rome-Trastevere, Rome-Ostiense et Rome-Tiburtina en correspondance avec la ligne B du métro

#### Nationale
Trains assurés par des Frecciarossa 1000 Grandes Lignes :
- Vers/depuis Venise (2 A/R par jour)
- Vers/depuis Naples (2 A/R par jour)
- Vers/depuis Florence (1 A/R par jour)

Certains de ces trains remplacent les vols intérieurs d'Alitalia, en service de 1992 à 1994.